# Zonca-Santini
Zonca-Santini oder Zonca war ein italienisches Radsportteam im Straßenradsport, welches von 1970 bis 1979 bestand.

## Geschichte
Das Team wurde 1970 unter der Leitung von Ettore Milano gegründet. Mit zehn Fahrern wurden in der ersten Saison keine nennenswerte Erfolge erzielt. 1971 wurde der erste Sieg bei Tirreno–Adriatico erreicht. 1972 wurde zwar kein Sieg erzielt aber dritte Plätze bei der Gran Piemonte, beim Giro di Toscana, beim Giro del Veneto sowie der fünfte Gesamtrang beim Giro d’Italia. 1973 wurde neben den Siegen wurde der dritte Platz bei Mailand–Vignola und ein vierter Platz bei der Coppa Placci erreicht. 1974 konnte das Team zweite Plätze beim Giro del Veneto und beim Gran Premio Industria e Commercio di Prato, dritte Plätze bei der Gran Piemonte, Giro dell’Emilia und Giro della Provincia di Reggio Calabria erzielen. 1975 kamen ein zweiter Platz bei Gran Premio Montelupo und ein dritter Platz beim GP Alghero hinzu. 1976 konnte neben den Siegen unter anderem zweite Plätze beim Giro del Lazio, beim GP Alghero, bei Mailand–Turin, der Mittelmeer-Rundfahrt und Giro della Provincia di Reggio Calabria und ein fünfter Platz in der Gesamtwertung bei der Tour de Romandie erreicht werden. 1977 konnte der vierte Platz bei der Tour de Suisse erzielt werden. 1978 verpasste Ueli Sutter knapp seinen größten Erfolg, als er bei der Tour de Suisse Zweiter wurde, um 18 Sekunden geschlagen von Paul Wellens. Weitere zweite Plätze wurden bei der Coppa Agostoni, dem GP Valsassina, den Giro del Veneto und dem Giro di Toscana erreicht. Im Folgejahr konnte zweite Plätze bei Giro dell’Emilia und bei der Tre Valli Varesine, Platz 3 bei der Tour de Suisse und dem Giro del Lazio erzielt werden. Nach der Saison 1979 löste sich das Team auf. Ab 1981 wurde das Sponsoring nochmals aufgenommen, das Team wechselte die Disziplin vom Straßenradsport zum Bahnradsport und bestand bis 1983.
Hauptsponsor war ein italienischer Kronleuchterhersteller und ab 1975 war der italienische Modehersteller Santini als Co-Sponsor tätig.

## Erfolge
1971
- eine Etappe Tirreno–Adriatico

1973
- eine Etappe Giro d’Italia
- eine Etappe Montecampione

1975
- Giro del Veneto
- Berner Rundfahrt
- GP Cemab
- Schweizer Meister – Straßenrennen

1976
- Coppa Sabatini
- Trofeo Laigueglia
- Coppa Bernocchi  1
- Giro del Friuli
- eine Etappe Mittelmeer-Rundfahrt
- Schweizer Meister – Straßenrennen
- Italienischer Meister – Straßenrennen

1977
- Giro della Provincia di Reggio Calabria
- Tour du Lac Léman
- Schweizer Meister – Straßenrennen

1978
- zwei Etappen und  Bergwertung Giro d’Italia
- eine Etappe Tour de Suisse
- Mailand–Turin
- Kaistenberg-Rundfahrt
- Italienischer Meister – Straßenrennen

1979
- eine Etappe Giro d’Italia
- eine Etappe Tour de Suisse
- Trofeo Laigueglia
- Coppa Sabatini
- Giro di Campania
- Gran Premio Montelupo
- eine Etappe Herald Sun Tour

### Grand-Tour-Platzierungen
| Grand Tour        | 1970 | 1971 | 1972 | 1973 | 1974 | 1975 | 1976 | 1977 | 1978 | 1979 |
| ----------------- | ---- | ---- | ---- | ---- | ---- | ---- | ---- | ---- | ---- | ---- |
| Giro d’ItaliaGiro | –    | –    | 5    | 10   | 4    | 13   | 25   | 36   | 10   | 12   |

### Monumente-des-Radsports-Platzierungen
| Monument            | 1970 | 1971 | 1972 | 1973 | 1974 | 1975 | 1976 | 1977 | 1978 | 1979 |
| ------------------- | ---- | ---- | ---- | ---- | ---- | ---- | ---- | ---- | ---- | ---- |
| Mailand–Sanremo     | 54   | 28   | 41   | 35   | 26   | 42   | 61   | 24   | 26   | 26   |
| Lombardei-Rundfahrt | –    | –    | 13   | 17   | 3    | 12   | 8    | 18   | 14   | 17   |

## Bekannte Fahrer
- Giuseppe Beghetto (1971–1972)
- Davide Boifava (1972)
- Gianni Motta (1973)
- Roland Salm (1974–1977)
- Ueli Sutter (1975–1978)
- Franco Bitossi (1976)
- Tino Conti (1977)
- Pierino Gavazzi (1978–1979)